# Alfin Tuasalamony
Alfin Ismail Tuasalamony (sinh 13 tháng 11 năm 1992) là một cầu thủ bóng đá người Indonesia thi đấu cho Sriwijaya. Ngày 30 tháng 4 năm 2015, Alfin anh bị gãy chân trái khi bị xe hơi tông phải khi đi ra từ ngân hàng, khiến anh vắng mặt ở Đại hội Thể thao Đông Nam Á 2015 và nghỉ thi đấy ít nhất 1 năm.

## Danh hiệu

### Câu lạc bộ
Bhayangkara
- Liga 1: 2017

Sriwijaya FC
- Indonesia President's Cup: Hạng ba 2018

### Quốc tế
U-23 Indonesia
- Huy chương Bạc Đại hội Thể thao Đoàn kết Hồi giáo: 2013
- Huy chương Bạc Đại hội Thể thao Đông Nam Á: 2013